# Тамміку (Рідала)
Та́мміку (ест. Tammiku küla) — село в Естонії, у волості Рідала повіту Ляенемаа.

## Населення
Чисельність населення на 31 грудня 2011 року становила 21 особу.

## Географія
Через село проходить автошлях 16108 (Гер'ява — Винну).

## Історія
З 1998 року село відновлено як окремий населений пункт.